# ایستگاه راه‌آهن مینسک
ایستگاه راه‌آهن مینسک (بلاروسی: Мінск-Пасажырскі) که به آن ایستگاه شهر مینسک- پاساژیرسکی گفته می‌شود. ایستگاه اصلی حمل و نقل مسافران در مینسک، پایتخت بلاروس است. این ایستگاه ترابری ریلی در مرکز مینسک واقع شده‌است. به دلیل وجود ایستگاه مترو در این بخش شهر مینسک، گاهی اوقات نام ایستگاه اصلی راه‌آهن شهر مینسک را به نام «پلوشچاد لنینا» می‌خوانند.